# ゴールズFC
ゴールズFC（クラブとしての主要な期間はフェルヴォローザ石川・白山FCとして活動）は、かつて存在した石川県の社会人サッカークラブ。当初は白山市、後に石川郡野々市町で活動していた。

## 概要
1973年に結成された松任オフサイドFCが母体で、地元の松任中学校と笠間中学校のサッカー部OBが中心となって結成され、石川県社会人リーグを中心に活動を進めたが、参加者が増加した為、1984年頃からオフサイドFCと松任クラブの2チームに分割した。松任クラブは1996年に松任オレンジモンキーとチーム名を改め、石川県の地区リーグからスタートし、2000年に石川県1部リーグに昇格。2001年の北信越チャレンジリーグ優勝して北信越フットボールリーグへ昇格した。
日本プロサッカーリーグ（Jリーグ）参入を目指したプロジェクトを進めた時期もあり、2004年度からチーム名を松任FCに変更、第84回天皇杯全日本サッカー選手権大会に初出場、JFL所属のザスパ草津と対戦した。また、ジュニア（小学生）チームの「松任FCジュニア」を傘下チームに組み入れ、将来的には中学生年代、高校生年代のユースチームの結成も視野にして、下部組織の充実も目指していた。
2005年、公募によりチーム名をポルトガル語で、『ひたむきさ』『熱心さ』を表すフェルヴォローザメンテをもとにした造語で、「ひたむき」「熱心」「一本槍」など、まっすぐな情熱を表したフェルヴォローザFCに変更。翌2006年にホームタウンの石川県白山市の地域名を加えてフェルヴォローザ石川・白山FCとした。チームカラーは、世界へとつながっている石川の海から、無限に広がる未来を表現した「青」と、県内最高峰である白山に代表される石川の大地をイメージし、地域に根ざした活動をすすめていく意志を表現した「白」、チーム・サポーター全ての応援する人達の情熱を表現した「赤」のトリコロール。エンブレムの中央上部には、石川県をイメージする、兼六園の徽軫灯籠（ことじとうろう）を配置し、加賀百万石の藩祖前田利家公の異名「槍の又佐」や、チーム名の意味「一本槍」から、背後に槍を配置したデザインで新しく制定された。エンブレムの下部には、石川の誇りとなるチームを目指すという意志を込めてISHIKAWAと記され、チームの設立年である1973年が刻まれていた。白山市内で恐竜の化石が数多く発掘されることから、恐竜をモチーフにしたマスコットの「フェルヴォくん」と「ローザちゃん」も設定されていた。
当初は運営組織をNPO法人としていたが、2007年に新たに設立した株式会社に経営主体を移した。Jリーグ経験者やスロベニアから選手を補強、長期の九州キャンプなど、地域リーグの枠を越える体制でJFL昇格を目指したが、リーグ開幕から2カ月後の6月12日に選手の人件費の高騰と、入場料・スポンサー料が予定通りに確保できなかった事が原因となり、選手への給料が遅配、経営危機に陥っていることがわかった。その後、7月4日付でチームの財政難から、監督ほかスタッフ・選手との契約も打ち切り、新スポンサーを探しながらチームを存続させることになった。夏のリーグ戦中断期間に、主力選手の他チームへの移籍や帰国が発表されたが、チームに残った選手や、サポーターのチーム存続の願いもあり、9月9日の北信越フットボールリーグ最終節の直前には、登録選手数が11人を割り込み、スポンサー企業の県リーグ所属の同好会チームからの協力を得て試合を行った。
2008年のシーズンは、運営を再びNPO法人に戻してチームを存続した。2009年にクラブ運営が、各地で定着しつつあったサッカースクール事業と共に、市外の企業へ譲渡され、チーム名をゴールズFCに変更、エンブレムやチームカラーも一新された。
2011年のシーズン開幕直前にクラブの運営を北陸大学へ移管して、名称をFC北陸に変更。チーム編成も大学生主体の学生・社会人の混成チームとなり、社会人クラブチームとしての歴史を終えた。

## チーム成績・歴代監督
| 年度 | 順位      | 所属 | 勝点 | 試合 | 勝 | 分 | 敗 | 得点 | 失点 | 差  | 監督                | チーム名                     |
| 2002 | 北信越    | 9位  | 3    | 9    | 3  | 0  | 6  | 13   | 22   | -9  |                     | 松任オレンジモンキー         |
| 2003 | 北信越    | 7位  | 14   | 12   | 3  | 5  | 4  | 10   | 21   | -21 |                     | 松任オレンジモンキー         |
| 2004 | 北信越1部 | 5位  | 22   | 14   | 6  | 4  | 4  | 27   | 28   | -1  |                     | 松任FC                       |
| 2005 | 北信越1部 | 4位  | 18   | 14   | 6  | 0  | 8  | 25   | 29   | -4  | 高橋明裕            | フェルヴォローザFC           |
| 2006 | 北信越1部 | 5位  | 14   | 14   | 4  | 2  | 8  | 25   | 34   | -9  | 西川周吾 (選手兼任) | フェルヴォローザ石川・白山FC |
| 2007 | 北信越1部 | 5位  | 24   | 14   | 8  | 0  | 6  | 37   | 23   | 14  | 濵吉正則            | フェルヴォローザ石川・白山FC |
| 2008 | 北信越1部 | 8位  | 6    | 14   | 2  | 0  | 12 | 9    | 61   | -52 | 重久誠              | フェルヴォローザ石川・白山FC |
| 2009 | 北信越2部 | 8位  | 3    | 14   | 1  | 0  | 13 | 11   | 38   | -27 | 松井俊樹            | ゴールズFC                   |
| 2010 | 北信越2部 | 6位  | 14   | 14   | 2  | 8  | 4  | 18   | 22   | -4  | 西野貴博            | ゴールズFC                   |

### 天皇杯
- 出場1回

| 回 | 年月日        | 時期  | 会場               | スコア | 対戦相手         | 観客     |
| 84 | 2004年9月26日 | 2回戦 | 金沢市民サッカー場 | 0-6    | ザスパ草津 (JFL) | 1, 031人 |

### 全国社会人サッカー選手権大会
- 出場1回

| 回 | 年月日         | 時期  | 会場                          | スコア      | 対戦相手                    | 観客  |
| 42 | 2006年10月14日 | 1回戦 | 仁賀保運動公園多目的広場      | 1-1 (PK3-1) | ノルブリッツ北海道 (北海道) | 300人 |
| 42 | 2006年10月15日 | 2回戦 | TDKスポーツセンターサッカー場 | 1-1 (PK2-4) | V・ファーレン長崎 (九州)    | 200人 |

### 全国クラブチームサッカー選手権大会
- 出場1回

| 回 | 年月日         | 時期     | 会場        | スコア      | 対戦相手              |
| 6  | 1999年12月9日  | 準々決勝 | Jヴィレッジ | 7-0         | バレイア長洲SC (九州) |
| 6  | 1999年12月10日 | 準決勝   | Jヴィレッジ | 3-3 (PK3-5) | 県工クラブ (中国)     |

## タイトル

### カップ戦
- 北信越チャレンジリーグ
  - 2001年

## 歴代在籍選手
- 西川周吾　(2004-2007)
- 渡辺優希　(2006-2007)
- 中島礼司　(2006)
- 和田翔太　(2007-2007年7月)
- 内田佳孝　(2007)
- ミラン・アンジェルコビッチ　(2007-2007年7月)
- 橋爪拓磨　(2007-2007年7月)
- 小林宏之　(2007-2007年7月)
- 阿部祐大朗　(2007-2007年7月)
- 小倉大昌　(2007-2007年7月)
- 東山裕太　(2007-2007年7月)
- 末永雄貴　(2007)
- 松下晋也　(2007-2007年7月)
- 水上修一　(2007)
- 田中靖大　(2007-2007年7月)
- 太田敬人  (2009)
- 吉岡慎輔　(2008-2010)